# جان ميشال ريمون
جان ميشال ريمون (بالفرنسية: Jean-Michel Raimond)‏ (و. 1955 – م) هو فيزيائي من فرنسا . ولد في أورليان.

## التعليم
تعلم في مدرسة الأساتذة العليا

## جوائز
حصل على جوائز منها:
- جائزة غي ـ لوساك - هومبولت [الإنجليزية]‏ (2012)
- Prix Jean Ricard [الإنجليزية]‏ (2007).